# Myrmecia inquilina
Espèce
Statut de conservation UICN

 VU D2 : Vulnérable
Myrmecia inquilina est une espèce rare de fourmis originaire d'Australie. Les plus fortes populations de cette fourmi géante se trouvent dans la région de Perth, dans le Sud du pays.

## Systématique
L'espèce Myrmecia inquilina a été décrite pour la première fois en 1959 par l'entomologiste australien Athol Douglas (d) (fl. 1959) et l'entomologiste américain William L. Brown, Jr. (d) (1922–1997).

## Nom vernaculaire et classement
Du fait de son agressivité, cet insecte social est aussi connu sous le nom vernaculaire de « fourmi bouledogue ».
La fourmi bouledogue appartient au genre Myrmecia, à la sous-famille Myrmeciinae.
La plupart des ancêtres des fourmis du genre Myrmecia n'ont été retrouvés que dans des fossiles, à l’exception de Nothomyrmecia macrops, seul parent vivant actuellement.

## Biologie

### Description
La taille des fourmis de l'espèce Myrmecia inquilina est d'environ 20 mm de long. Myrmecia inquilina présente généralement une tête et un abdomen noirs, des pattes brunes. Les mâles portent des ailes alors que les reines n'en portent pas.

### Comportement parasitaire
Myrmecia inquilina est une espèce de fourmi inquiline, d'où son nom. Cet hyménoptère est un parasite permanent sans ouvrières et son hôte n'est autre que Myrmecia vindex.

## Source de la traduction
.